# Cumnoria
A Cumnoria a növényevő iguanodontia dinoszauruszok egyik bazális neme, amely a jura időszakban (a kimmeridge-i korszakban), a mai Angliában levő Oxfordshire területén élt.
A Cumnoria az OXFUM J.3303 katalógusszámú holotípus, egy részleges koponya és csontváz alapján ismert, melyre a Cumnor Hurst-i Chawley Brick Pitsben, a Kimmeridge Clay-formáció alsó részén találtak rá. A munkások először egy szemétdombon hagyták a maradványokat, de az egyikük később egy zsákba gyűjtötte, majd megmutatta azokat George Rolleston professzornak, a közeli Oxfordi Egyetem anatómusának. Rolleston felhívta a leletre az őslénykutató professzor, Joseph Prestwich figyelmét, aki 1879-ben az Iguanodon új fajaként számolt be róla, bár nevet nem adott a számára. Prestwich 1880-ban megjelentetett egy cikket a lelet sztratigráfiájáról. Ugyanebben az évben John Whitaker Hulke Prestwich tiszteletére a fajnak az Iguanodon prestwichii nevet adta.
1888-ban Harry Govier Seeley úgy ítélte meg, hogy a taxon egy új nemet képvisel, melynek a lelőhely, Cumnor Hurst után a Cumnoria nevet adta. Típusfaja így Iguanodon prestwichiiről Cumnoria prestwichiire változott — bár Seeley a faj nevét prestwichiként írta le. A nemet azonban rövidesen lecserélték: 1889-ben Richard Lydekker a fajt Camptosaurus prestwichii néven a Camptosaurushoz kapcsolta. Ez az álláspont egy évszázadra hivatalosan elfogadottá vált. A faj első modern leírását 1980-ban Peter Galton készítette el.
1998-ban David Norman arra a következtetésre jutott, hogy az a nem érvényes, amit Seeley eredetileg választott. Véleményét 2008-ban Darren Naish és David Martill is támogatta. Ezt igazolták Andrew T. McDonald 2010-es és 2011-es kladisztikus elemzései is, bemutatva, hogy a Cumnoria a Camptosaurus dispartól elkülönülő filogenetikus pozíciót foglal el.
A Cumnoria holotípusa egy kis termetű, két lábon járó, karcsú, körülbelül 3,5 méter hosszú állat maradványa. Bár valószínű, hogy a példány még nem volt kifejlett.
A Camptosaurus prestwichii hagyományosan a Camptosauridae családhoz tartozott. McDonald új elemzése szerint azonban a Cumnoria inkább a Styracosterna csoport bazális tagja, és jóval közelebbi rokonságban áll a fejlett iguanodontiákkal, mint a Camptosaurus disparral. Ezáltal a Cumnoria a legrégebbi ismert styracosternának számít.

## Fordítás
- Ez a szócikk részben vagy egészben a Cumnoria című angol Wikipédia-szócikk ezen változatának fordításán alapul.  Az eredeti cikk szerkesztőit annak laptörténete sorolja fel. Ez a jelzés csupán a megfogalmazás eredetét és a szerzői jogokat jelzi, nem szolgál a cikkben szereplő információk forrásmegjelöléseként.